# 100 notables castillos de Japón
«100 notables castillos de Japón» (日本百名城 Nihon Hyaku-Meijō?) es una selección de los 100 castillos japoneses considerados más importantes del país realizada en el año 2006 por la Asociación de castillos japoneses (財団法人日本城郭協会  Nihon Jōkaku Kyōkai?), una fundación cultural adscrita al Monbu-kagakushō (文部科学省?). La selección, realizada por un grupo de especialistas, se basó primordialmente en tres aspectos:
1. importancia cultural o artefactos históricos;
2. escenario de algún evento histórico de importancia;
3. ser representativos de cada período histórico o región.

En 2017, la Asociación de castillos japoneses creó una lista adicional a los «100 mejores castillos» como 100 mejores castillos japoneses ampliada.

## 100 notables castillos de Japón
| Imagen | #   | Nombre                                                     | Prefectura              | Ciudad              | Año finalización            | Construido por                                     | Estado | Región                           |
|        | 001 | Sitios chashi en la península de Nemuro 根室半島チャシ跡群 | Hokkaido                | Nemuro              | Desde el siglo XVI al XVIII | Pueblo ainu アイヌ民族                             | | Región de Hokkaidō               |
|        | 002 | Castillo Goryōkaku 五稜郭                                  | Hokkaido                | Hakodate            | 1866                        | Shogunato Tokugawa 徳川軍和新政府軍                | Ruinas | Región de Hokkaidō               |
|        | 003 | Castillo de Matsumae 松前城                                | Hokkaido                | Matsumae            | 1606                        | Matsumae Takahiro 松前 崇広                        | Reconstruido | Región de Hokkaidō               |
|        | 004 | Castillo Hirosaki 弘前城                                   | Prefectura de Aomori    | Hirosaki            | 1611                        | Tsugaru Tamenobu 津軽為信Tsugaru Nobuhira 津軽信枚 | Construcción original | Región de Tōhoku                 |
|        | 005 | Castillo de Ne 根城                                        | Prefectura de Aomori    | Hachinohe           | 1334                        | Moroyuki Nanbu 南部師行                            | Ruinas | Región de Tōhoku                 |
|        | 006 | Castillo Morioka 盛岡城                                    | Prefectura de Iwate     | Morioka             | 1598                        | Nanbu Nobunao 南部信直                             | Ruinas | Región de Tōhoku                 |
|        | 007 | Castillo Sendai 仙台城                                     | Prefectura de Miyagi    | Sendai              | 1601                        | Date Masamune 伊達政宗                             | Otros edificios | Región de Tōhoku                 |
|        | 008 | Castillo de Taga 多賀城                                    | Prefectura de Miyagi    | Tagajō              | 724                         | Ōno no Azumabito 小野東人                          | Ruinas | Región de Tōhoku                 |
|        | 009 | Castillo de Kubota 久保田城                                | Prefectura de Akita     | Akita               | 1604                        | Satake Yoshinobu 佐竹義宣                          | Ruinas | Región de Tōhoku                 |
|        | 010 | Castillo de Yamagata 山形城                                | Prefectura de Yamagata  | Yamagata            | 1356                        | Shiba Kaneyori 斯波 兼頼                           | Otros edificios | Región de Tōhoku                 |
|        | 011 | Castillo de Nihonmatsu 二本松城                            | Prefectura de Fukushima | Nihonmatsu          | Período Muromachi           | Hatakeyama Mitsuyasu                               | Otros edificios | Región de Tōhoku                 |
|        | 012 | Castillo de Aizuwakamatsu 会津若松城                       | Prefectura de Fukushima | Aizuwakamatsu       | 1384                        | Ashina Naomori 蘆名直盛                            | Reconstruido | Región de Tōhoku                 |
|        | 013 | Castillo de Komine 小峰城                                  | Prefectura de Fukushima | Shirakawa           | 1340                        | Yūki Chikatomo                                     | Reconstruido | Región de Tōhoku                 |
|        | 014 | Castillo Mito 水戸城                                       | Prefectura de Ibaraki   | Mito                | 1198                        | Baba Sukemoto                                      | Otros edificios | Región de Kantō y de Kōshin'etsu |
|        | 015 | Banna-ji 鑁阿寺                                            | Prefectura de Tochigi   | Ashikaga            | 1196                        | Minamoto no Yoshiyasu 源義康                       | Otros edificios | Región de Kantō y de Kōshin'etsu |
|        | 016 | Castillo de Minowa 箕輪城                                  | Prefectura de Gunma     | Takasaki            | 1512                        | Nagano Narihisa                                    | Ruinas | Región de Kantō y de Kōshin'etsu |
|        | 017 | Castillo de Kanayama 金山城                                | Prefectura de Gunma     | Ōta                 | 1469                        | Iwamatsu Iezumi 岩松家純                           | Ruinas | Región de Kantō y de Kōshin'etsu |
|        | 018 | Castillo Hachigata 鉢形城                                  | Prefectura de Saitama   | Yorii               | 1476                        | Nagao Kageharu 長尾景春                            | Otros edificios | Región de Kantō y de Kōshin'etsu |
|        | 019 | Castillo Kawagoe 川越城                                    | Prefectura de Saitama   | Kawagoe             | 1457                        | Uesugi Mochitomo 上杉持朝                          | Otros edificios | Región de Kantō y de Kōshin'etsu |
|        | 020 | Castillo de Sakura 佐倉城                                  | Prefectura de Chiba     | Sakura              | Era Tenbun                  | Kashima Chikamiki                                  | Ruinas | Región de Kantō y de Kōshin'etsu |
|        | 021 | Castillo Edo 江戸城                                        | Prefectura de Tokio     | Chiyoda             | 1457                        | Ōta Dōkan 太田道灌                                 | Otros edificios | Región de Kantō y de Kōshin'etsu |
|        | 022 | Castillo Hachiōji 八王子城                                 | Prefectura de Tokio     | Hachiōji            | 1587                        | Hōjō Ujiteru 北条氏照                              | Ruinas | Región de Kantō y de Kōshin'etsu |
|        | 023 | Castillo de Odawara 小田原城                               | Prefectura de Kanagawa  | Odawara             | 1633                        | Ōmori Yoriharu 大森頼春                            | Reconstruido | Región de Kantō y de Kōshin'etsu |
|        | 024 | Castillo de Tsutsujigasaki 躑躅ヶ崎館                      | Prefectura de Yamanashi | Kōfu                | 1519                        | Takeda Nobutora 武田信虎                           | Ruinas | Región de Kantō y de Kōshin'etsu |
|        | 025 | Castillo de Kōfu 甲府城                                    | Prefectura de Yamanashi | Kōfu                | 1583                        | Tokugawa Ieyasu 徳川家康                           | Otros edificios | Región de Kantō y de Kōshin'etsu |
|        | 026 | Castillo Matsushiro 松代城                                 | Prefectura de Nagano    | Nagano              | 1560                        | Takeda Shingen 武田信玄                            | Otros edificios | Región de Kantō y de Kōshin'etsu |
|        | 027 | Castillo Ueda 上田城                                       | Prefectura de Nagano    | Ueda                | 1583                        | Sanada Masayuki 真田昌幸                           | Otros edificios | Región de Kantō y de Kōshin'etsu |
|        | 028 | Castillo Komoro 小諸城                                     | Prefectura de Nagano    | Komoro              | 1554                        | Takeda Shingen 武田信玄                            | Otros edificios | Región de Kantō y de Kōshin'etsu |
|        | 029 | Castillo de Matsumoto 松本城                               | Prefectura de Nagano    | Matsumoto           | 1504                        | Shimadachi Sadanaga                                | Construcción original | Región de Kantō y de Kōshin'etsu |
|        | 030 | Castillo de Takatō 高遠城                                  | Prefectura de Nagano    | Ina                 | ?                           | ?                                                  | Otros edificios | Región de Kantō y de Kōshin'etsu |
|        | 031 | Castillo de Shibata 新発田城                               | Prefectura de Niigata   | Shibata             | 1654?                       | Clan Shibata?                                      | Reconstruido | Región de Kantō y de Kōshin'etsu |
|        | 032 | Castillo Kasugayama 春日山城                               | Prefectura de Niigata   | Jōetsu              | Periodo Nanboku-chō         | Clan Nagao Clan Uesugi                             | Ruinas | Región de Kantō y de Kōshin'etsu |
|        | 033 | Castillo de Takaoka 高岡城                                 | Prefectura de Toyama    | Takaoka             | 1609                        | Maeda Toshinaga                                    | Ruinas | Región de Hokuriku               |
|        | 034 | Castillo de Nanao 七尾城                                   | Prefectura de Ishikawa  | Nanao               | 1429                        | Hatakeyama Mitsunori                               | Ruinas | Región de Hokuriku               |
|        | 035 | Castillo Kanazawa 金沢城                                   | Prefectura de Ishikawa  | Kanazawa            | 1580                        | Sakuma Morimasa                                    | Otros edificios | Región de Hokuriku               |
|        | 036 | Castillo Maruoka 丸岡城                                    | Prefectura de Fukui     | Sakai               | 1576                        | Shibata Katsutoyo                                  | Construcción original | Región de Hokuriku               |
|        | 037 | Castillo Echizen Ōno 大野城                                | Prefectura de Fukui     | Ōnojō               | 665                         | ?                                                  | Ruinas | Región de Hokuriku               |
|        | 038 | Ichijōdani 一乗谷城                                        | Prefectura de Fukui     | Fukui               | Período Nanbokuchō          | Clan Asakura                                       | Ruinas | Región de Hokuriku               |
|        | 039 | Castillo Iwamura 岩村城                                    | Prefectura de Gifu      | Ena                 | 1221                        | Tōyama Kagetomo                                    | Ruinas | Región de Tōkai                  |
|        | 040 | Castillo de Gifu 岐阜城                                    | Prefectura de Gifu      | Gifu                | 1201                        | Nikaidō Yukimasa                                   | Reconstruido | Región de Tōkai                  |
|        | 041 | Castillo de Yamanaka 山中城                                | Prefectura de Shizuoka  | Mishima             | 1570                        | Hōjō Ujiyasu                                       | Ruinas | Región de Tōkai                  |
|        | 042 | Castillo de Sunpu 駿府城                                   | Prefectura de Shizuoka  | Shizuoka            | 1585                        | Tokugawa Ieyasu                                    | Otros edificios | Región de Tōkai                  |
|        | 043 | Castillo Kakegawa 掛川城                                   | Prefectura de Shizuoka  | Kakegawa            | 1487                        | Asahina Yasuhiro                                   | Reconstruido | Región de Tōkai                  |
|        | 044 | Castillo Inuyama 犬山城                                    | Prefectura de Aichi     | Inuyama             | 1469                        | Oda Hirochika                                      | Construcción original | Región de Tōkai                  |
|        | 045 | Castillo de Nagoya 名古屋城                                | Prefectura de Aichi     | Nagoya              | 1609                        | Tokugawa Ieyasu                                    | Reconstruido | Región de Tōkai                  |
|        | 046 | Castillo de Okazaki 岡崎城                                 | Prefectura de Aichi     | Okazaki             | 1452?                       | Clan Saigō                                         | Reconstruido | Región de Tōkai                  |
|        | 047 | Castillo Nagashino 長篠城                                  | Prefectura de Aichi     | Shinshiro           | 1508                        | Suganuma Motonari                                  | Ruinas | Región de Tōkai                  |
|        | 048 | Castillo Iga Ueno 伊賀上野城                               | Prefectura de Mie       | Iga                 | 1585                        | Tsutsui Sadatsugu                                  | Reconstruido | Región de Tōkai                  |
|        | 049 | Castillo de Matsusaka 松阪城                               | Prefectura de Mie       | Matsusaka           | 1588                        | Gamō Ujisato                                       | Ruinas | Región de Tōkai                  |
|        | 050 | Castillo Odani 小谷城                                      | Prefectura de Shiga     | Nagahama            | 1516                        | Azai Sukemasa                                      | Ruinas | Región de Kansai                 |
|        | 051 | Castillo Hikone 彦根城                                     | Prefectura de Shiga     | Hikone              | 1622                        | Ii Naokatsu                                        | Construcción original | Región de Kansai                 |
|        | 052 | Castillo de Azuchi 安土城                                  | Prefectura de Shiga     | Ōmihachiman         | 1576                        | Oda Nobunaga                                       | Ruinas | Región de Kansai                 |
|        | 053 | Castillo Kannonji 観音寺城                                 | Prefectura de Shiga     | Ōmihachiman         | 1487                        | Rokkaku Ujiyori                                    | Ruinas | Región de Kansai                 |
|        | 054 | Castillo de Nijō 二条城                                    | Prefectura de Kioto     | Kioto               | 1603                        | Tokugawa Ieyasu                                    | Otros edificios · Patrimonio de la Humanidad (parte de «Monumentos históricos de la antigua Kioto», n.º ref. 688) (1994)                                                                         | Región de Kansai                 |
|        | 055 | Castillo de Osaka 大坂城                                   | Prefectura de Osaka     | Osaka               | 1583                        | Toyotomi Hideyoshi                                 | Reconstruido | Región de Kansai                 |
|        | 056 | Castillo Chihaya 千早城                                    | Prefectura de Osaka     | Chihayaakasaka      | 1332                        | Kusunoki Masashige                                 | Sitio histórico | Región de Kansai                 |
|        | 057 | Castillo Takeda 竹田城                                     | Prefectura de Hyōgo     | Asago               | 1431                        | Yamana Sōzen                                       | Ruinas | Región de Kansai                 |
|        | 058 | Castillo de Sasayama 篠山城                                | Prefectura de Hyōgo     | Sasayama            | 1609                        | Tokugawa Ieyasu                                    | Otros edificios | Región de Kansai                 |
|        | 059 | Castillo Akashi 明石城                                     | Prefectura de Hyōgo     | Akashi              | 1618                        | Ogasawara Tadazane                                 | Otros edificios | Región de Kansai                 |
|        | 060 | Castillo de Himeji (Himeji-jo) 姫路城                      | Prefectura de Hyōgo     | Himeji              | 1346                        | Akamatsu Sadanori                                  | Construcción original · Patrimonio de la Humanidad (con el nombre de «Himeji-jo», n.º ref. 661) (1993)                                                                                           | Región de Kansai                 |
|        | 061 | Castillo Akō 赤穂城                                        | Prefectura de Hyōgo     | Akō                 | 1483                        | Oka Mitsuhiro                                      | Ruinas | Región de Kansai                 |
|        | 062 | Castillo de Takatori 高取城                                | Prefectura de Nara      | Takatori            | 1332                        | Ochi Kunizumi                                      | Ruinas | Región de Kansai                 |
|        | 063 | Castillo Wakayama 和歌山城                                 | Prefectura de Wakayama  | Wakayama            | 1586                        | Toyotomi Hidenaga                                  | Reconstruido | Región de Kansai                 |
|        | 064 | Castillo Tottori 鳥取城                                    | Prefectura de Tottori   | Tottori             | 1555                        | Clan Yamana                                        | Ruinas | Región de Chūgoku                |
|        | 065 | Castillo Matsue 松江城                                     | Prefectura de Shimane   | Matsue              | 1611                        | Horio Tadauji                                      | Construcción original | Región de Chūgoku                |
|        | 066 | Castillo de Gassantoda 月山富田城                          | Prefectura de Shimane   | Yasugi              | 1185?                       | Sasaki Yoshikiyo?                                  | Ruinas | Región de Chūgoku                |
|        | 067 | Castillo de Tsuwano 津和野城                               | Prefectura de Shimane   | Tsuwano             | 1295                        | Yoshimi Yoriyuki                                   | Ruinas | Región de Chūgoku                |
|        | 068 | Castillo Tsuyama 津山城                                    | Prefectura de Okayama   | Tsuyama             | 1444                        | Yamashina Tadamasa                                 | Otros edificios | Región de Chūgoku                |
|        | 069 | Castillo Bitchū Matsuyama 備中松山城                       | Prefectura de Okayama   | Takahashi           | 1240                        | Akiba Shigenobu                                    | Construcción original | Región de Chūgoku                |
|        | 070 | Castillo Ki (Ki no jō) 鬼ノ城                              | Prefectura de Okayama   | Sōja                | 7C?                         | Corte de Yamato?                                   | Sitio histórico, otros edificios reconstruidos | Región de Chūgoku                |
|        | 071 | Castillo Okayama 岡山城                                    | Prefectura de Okayama   | Okayama             | 1369                        | Uwagami Takanao                                    | Reconstruido | Región de Chūgoku                |
|        | 072 | Castillo Fukuyama 福山城                                   | Prefectura de Hiroshima | Fukuyama            | 1622                        | Mizuno Katsunari                                   | Reconstruido | Región de Chūgoku                |
|        | 073 | Castillo Yoshida-Kōriyama 吉田郡山城                       | Prefectura de Hiroshima | Akitakata           | 1336                        | Mōri Tokichika                                     | | Región de Chūgoku                |
|        | 074 | Castillo de Hiroshima 広島城                               | Prefectura de Hiroshima | Hiroshima           | 1589                        | Mōri Terumoto                                      | Reconstruido | Región de Chūgoku                |
|        | 075 | Castillo Iwakuni 岩国城                                    | Prefectura de Yamaguchi | Iwakuni             | 1601                        | Kikkawa Hiroie                                     | Reconstruido | Región de Chūgoku                |
|        | 076 | Castillo Hagi 萩城                                         | Prefectura de Yamaguchi | Hagi                | 1604                        | Mōri Terumoto                                      | Ruinas · Patrimonio de la Humanidad (parte de «Sitios de la revolución industrial de la era Meiji en Japón: siderurgia, construcciones navales y extracción de hulla», n.º ref. 1484-004) (2015) | Región de Chūgoku                |
|        | 077 | Castillo de Tokushima 徳島城                               | Prefectura de Tokushima | Tokushima           | 1585                        | Hachisuka Iemasa                                   | Otros edificios reconstruidos | Región de Shikoku                |
|        | 078 | Castillo de Takamatsu 高松城                               | Prefectura de Kagawa    | Takamatsu           | 1590                        | Ikoma Chikamasa                                    | Otros edificios | Región de Shikoku                |
|        | 079 | Castillo Marugame 丸亀城                                   | Prefectura de Kagawa    | Marugame            | Período Muromachi           | Nara Motoyasu                                      | Construcción original | Región de Shikoku                |
|        | 080 | Castillo de Imabari 今治城                                 | Prefectura de Ehime     | Imabari             | 1602                        | Tōdō Takatora                                      | Reconstruido | Región de Shikoku                |
|        | 081 | Castillo Matsuyama 松山城                                  | Prefectura de Ehime     | Matsuyama           | 1602                        | Katō Yoshiaki                                      | Construcción original | Región de Shikoku                |
|        | 082 | Castillo de Yuzuki 湯築城                                  | Prefectura de Ehime     | Matsuyama           | 14C                         | Clan Kōno                                          | Ruinas | Región de Shikoku                |
|        | 083 | Castillo de Ōzu 大洲城                                     | Prefectura de Ehime     | Ōzu                 | 1331                        | Utsunomiya Toyofusa                                | Reconstruido | Región de Shikoku                |
|        | 084 | Castillo Uwajima 宇和島城                                  | Prefectura de Ehime     | Uwajima             | 1586                        | Tachibana no Tōyasu                                | Construcción original | Región de Shikoku                |
|        | 085 | Castillo Kōchi 高知城                                      | Prefectura de Kōchi     | Kōchi               | 1603                        | Yamauchi Kazutoyo                                  | Construcción original | Región de Shikoku                |
|        | 086 | Castillo de Fukuoka 福岡城                                 | Prefectura de Fukuoka   | Fukuoka             | 1601                        | Kuroda Nagamasa                                    | Otros edificios | Región de Kyūshū                 |
|        | 087 | Castillo Mizuki 水城                                       | Prefectura de Fukuoka   | Fukuoka             | 664                         | ?                                                  | | Región de Kyūshū                 |
|        | 088 | Castillo de Nagoya 名護屋城                                | Prefectura de Saga      | Karatsu             | 1591                        | Toyotomi Hideyoshi                                 | Reconstruido | Región de Kyūshū                 |
|        | 089 | Sitio arqueológico Yoshinogari 吉野ヶ里遺跡                | Prefectura de Saga      | Yoshinogari Kanzaki | Período Yayoi               | ?                                                  | | Región de Kyūshū                 |
|        | 090 | Castillo Saga 佐賀城                                       | Prefectura de Saga      | Saga                | 1602                        | Clan Nabeshima                                     | Reconstruido | Región de Kyūshū                 |
|        | 091 | Castillo de Hirado 平戸城                                  | Prefectura de Nagasaki  | Hirado              | 1599                        | Matsura Shigenobu                                  | Reconstruido | Región de Kyūshū                 |
|        | 092 | Castillo de Shimabara 島原城                               | Prefectura de Nagasaki  | Shimabara           | 1624                        | Matsukura Shigemasa                                | Reconstruido | Región de Kyūshū                 |
|        | 093 | Castillo Kumamoto 熊本城                                   | Prefectura de Kumamoto  | Kumamoto            | 1467                        | Ideta Hidenobu                                     | Reconstruido | Región de Kyūshū                 |
|        | 094 | Castillo de Hitoyoshi 人吉城                               | Prefectura de Kumamoto  | Hitoyoshi           | Era Genkyū                  | Sagara Nagayori                                    | | Región de Kyūshū                 |
|        | 095 | Castillo Funai 府内城                                      | Prefectura de Ōita      | Ōita                | 1597                        | Fukuhara Nagataka                                  | Ruinas | Región de Kyūshū                 |
|        | 096 | Castillo Oka 岡城 (豊後国)                                 | Prefectura de Ōita      | Taketa              | 1185                        | Ogata Koreyoshi                                    | Ruinas | Región de Kyūshū                 |
|        | 097 | Castillo Obi 飫肥城                                        | Prefectura de Miyazaki  | Nichinan            | Periodo Sengoku             | Clan Tsuchimochi                                   | Otros edificios | Región de Kyūshū                 |
|        | 098 | Castillo Kagoshima 鹿児島城                                | Prefectura de Kagoshima | Kagoshima           | 1602                        | Shimazu Iehisa                                     | Otros edificios | Región de Kyūshū                 |
|        | 099 | Castillo Nakijin 今帰仁城                                  | Prefectura de Okinawa   | Nakijin             | 13C?                        | Haniji?                                            | Ruinas · Patrimonio de la Humanidad (parte de «Sitios Gusuku y bienes culturales asociados del reino de Ryūkyū», n.º ref. 972-003) (200)                                                         | Región de Okinawa                |
|        | 100 | Castillo Nakagusuku 中城城                                 | Prefectura de Okinawa   | Kitanakagusuku      | 1440                        | Gosamaru                                           | · Patrimonio de la Humanidad (parte de «Sitios Gusuku y bienes culturales asociados del reino de Ryūkyū», n.º ref. 972-006) (200)                                                                | Región de Okinawa                |
|        | 101 | Castillo de Shuri 首里城                                   | Prefectura de Okinawa   | Naha                | 14C?                        | Rey de Chūzan                                      | Reconstruido · Patrimonio de la Humanidad (parte de «Sitios Gusuku y bienes culturales asociados del reino de Ryūkyū», n.º ref. 972-007) (200)                                                   | Región de Okinawa                |